# Distretto di Huantar
Il distretto di Huantar è un distretto del Perù nella provincia di Huari (regione di Ancash) con 3.010 abitanti al censimento 2007 dei quali 859 urbani e 2.151 rurali.
È stato istituito fin dall'indipendenza del Perù.